# Markiz Anglesey
Markiz Anglesey to angielski tytuł szlachecki, nadany oryginalnie Henry'emu Pagetowi.

## Rodowód markizów Anglesey
Baronowie Paget 1. kreacji (parostwo Anglii)
- 1553–1563: William Paget, 1. baron Paget
- 1563–1568: Henry Paget, 2. baron Paget
- 1568–1589: Thomas Paget, 3. baron Paget
- 1604–1628: William Paget, 4. baron Paget
- 1628–1678: William Paget, 5. baron Paget
- 1678–1713: William Paget, 6. baron Paget
- 1713–1743: Henry Paget, 7. baron Paget

Hrabiowie Uxbridge 1. kreacji (parostwo Wielkiej Brytanii)
- 1714–1743: Henry Paget, 1. hrabia Uxbridge
- 1743–1769: Henry Paget, 2. hrabia Uxbridge

Baronowie Paget 1. kreacji, cd.
- 1769–1812: Henry Paget, 9. baron Paget

Hrabiowie Uxbridge 2. kreacji (parostwo Wielkiej Brytanii)
- 1784–1812: Henry Paget, 1. hrabia Uxbridge
- 1812–1854: Henry William Paget, 2. hrabia Uxbridge

Markizowie Anglesey 1. kreacji (parostwo Zjednoczonego Królestwa)
- 1815–1854: Henry William Paget, 1. markiz Anglesey
- 1854–1869: Henry Paget, 2. markiz Anglesey
- 1869–1880: Henry Paget, 3. markiz Anglesey
- 1880–1898: Henry Paget, 4. markiz Anglesey
- 1898–1905: Henry Cyril Paget, 5. markiz Anglesey
- 1905–1947: Charles Henry Alexander Paget, 6. markiz Anglesey
- 1947 -: George Charles Henry Victor Paget, 7. markiz Anglesey

Najstarszy syn 7. markiz Anglesey: Charles Alexander Vaughan Paget, hrabia Uxbridge
Najstarszy syn hrabiego Uxbridge: Benedict Daniel Thomas Paget, lord Paget
Baroneci Bayly
- 1730–1741: Edward Bayly, 1. baronet
- 1741–1782: Nicholas Bayly, 2. baronet
- 1782–1814: Henry Paget, 3. baronet